# Autoput A6
Die Autoput A6, auch Autoput Autoput Novi Sad–Belgrad genannt, ist eine teilweise geplante, teilweise im Bau befindliche Autobahn in Serbien. Sie soll in Novi Sad beginnen und in ostsüdlicher Richtung über Zrenjanin bis nach Belgrad verlaufen. Nach der Verordnung über die Klassifizierung der Nationalstraßen am 12. Oktober 2023 hat die Autobahn die Nummer A6 erhalten.

## Geschichte
Die Kosten für den 1. Bauabschnitt belaufen sich auf 250 Mio. €. Der Spatenstich für den 1. Bauabschnitt zwischen Belgrad und Zrenjanin erfolgte am 12. Dezember 2023. Bis 2026 soll der 1. Bauabschnitt zwischen Belgrad und Zrenjanin fertiggestellt werden.